# Droit ålandais
Le droit ålandais est le droit appliqué dans la région autonome des îles Åland en Finlande.
L'archipel des îles Åland sont une exception du fait de leur statut d'autonomie avancé, garanti par un « acte constitutionnel par nature », sans pour autant faire officiellement partie de la Constitution.

## Sources du droit

### Loi sur l'autonomie
La loi sur l'autonomie est la source du droit autonome des îles Åland.

### Législation
L'article 17 de la loi sur l'autonomie confère au Parlement d'Åland le pouvoir d'adopter des lois. Les domaines de compétences législatives sont listés à l'article 18 de la loi sur l'autonomie.

### Décrets
Le gouvernement d'Åland peut adopter des décrets lorsqu'une loi d'Åland le lui demande.

## Sources